# Changement de décor
Changement de décor (titre original : Changing Places) est un roman de l'écrivain britannique David Lodge, publié en 1975. 
Ce roman est le premier d'une série concernant la vie universitaire anglaise et américaine, avec Un tout petit monde, Jeu de société et Pensées secrètes. Outre la vie universitaire, quelques autres sujets sont abordés, notamment le contraste entre l'Angleterre et la Californie au début des années 1970. Avec ces ouvrages, il fait partie du genre littéraire du roman universitaire. 
Changement de décor a reçu le prix Hawthornden en 1975.

## Description

### Vue d'ensemble
L'ouvrage raconte l'histoire de deux professeurs d'université qui échangent leurs postes pour une durée de six mois. 

### Le cadre
L'action a lieu en 1969,  
- en Angleterre, à l'université de « Rummidge », ville fictive située dans les Midlands[1] ;
- aux États-Unis, à Euphoric State University, située à « Plotinus » dans la banlieue d'« Esseph » (allusion probable à « SF », San Francisco), avatar de l'Université de Californie à Berkeley ; Euphoric State est évidemment la Californie à l'époque du gouverneur Ronald Reagan, ici baptisé « gouverneur Duck ».

Les deux universités sont jumelées parce qu'elles ont toutes deux un fac-similé de la tour de Pise sur le campus. Traditionnellement, un échange de poste a lieu pour un an entre deux professeurs ; cet échange est financièrement très intéressant pour le Britannique, qui reçoit le salaire de l'Américain et qui vient dans un établissement riche ; l'Américain ne perd rien car l'université américaine compense la différence des traitements, mais il se retrouve dans une université pauvre et, de surcroît, dans une région au climat souvent maussade.
Le roman suit les deux professeurs de l'échange de 1969, en pleine période de libération sexuelle et d'agitation politique aux États-Unis, dans leur adaptation à un milieu nouveau.

### Les personnages
Les deux personnages concernés par le changement de décor sont Morris Zapp et Philipp Swallow.
- Morris Zapp (l'Américain), universitaire déjà prestigieux et sûr de lui, est spécialiste de Jane Austen. Il a une femme, Désirée et une fille devenue hippie.

- Philip Swallow, qui n'a même pas un doctorat, est spécialiste de William Hazlitt (1778-1830), un auteur quelque peu passé de mode à l'époque considérée. Il a une femme, Hilary.

### Résumé
À Plotinus, Philipp Swallow est chargé d'un cours d'écriture, ce pour quoi il n'a pas de qualification particulière.
Morris Zapp devient l'amant d'Hilary Swallow et Philipp Swallow celui de Désirée Zapp.
À la fin, les quatre protagonistes décident de se réunir à New-York pour conférer sur leur avenir. Mais, grâce à un procédé narratif subtil, David Lodge n'indique pas quelle solution est alors choisie.
On ne l'apprendra que dans un roman ultérieur, Un tout petit monde (1984), dont l'action se situe en 1979 : les Swallow ont repris leur vie à Rummidge ; les Zapp sont revenus à Plotinus, mais se sont séparés assez rapidement.

## Éditions
- Édition originale : Martin Secker and Warburg, Londres, 1975
- Édition de poche anglaise : Penguin Books
- Traduction française : Rivages, Paris, 1990
- Édition de poche française : Rivages, 1991, 373 p.